# Ritratto di Isabella d'Este (Leonardo)
Il Ritratto di Isabella d'Este è un disegno preparatorio eseguito a carboncino, sanguigna e pastello giallo su carta (63x46 cm) di Leonardo da Vinci, databile al 1500 circa e conservato nel Louvre (Cabinet des Dessins) a Parigi.

## Storia
Fuggito da Milano alla vigilia della capitolazione ai francesi nel 1499, Leonardo fece innanzitutto sosta a Mantova, dove fu accolto da Isabella d'Este, la carismatica e acculturata moglie di Francesco II Gonzaga. Isabella, durante il suo viaggio a Milano del 1498, aveva visto il Ritratto di Cecilia Gallerani, mostratole dalla stessa amante di Ludovico, e ne era rimasta talmente affascinata da desiderare intensamente un suo ritratto da parte di Leonardo. L'intento originale della marchesa era quello di mettere in competizione il genio fiorentino con Giovanni Bellini, l'artista veneziano allora più noto, commissionando a entrambi un suo ritratto e scegliere poi il vincitore. In realtà l'iniziativa non andò in porto.
Si sa dalle fonti che Leonardo dovette eseguire almeno due ritratti, ma in tutta probabilità l'esecuzione non andò oltre il disegno preparatorio. Un primo disegno era rimasto a Mantova e nel 1501 venne donato dai Gonzaga, facendone perdere le tracce. Un secondo disegno, portato invece da Leonardo nella sua successiva tappa a Venezia, dai primi del Novecento viene in genere riconosciuto nell'opera conservata al Louvre. Il disegno ha una serie di forellini praticati con un ago lungo le linee di contorno della veste e della mano destra, testimoniando come l'opera fosse pronta per lo spolvero, la tecnica con cui si riportavano, tramite un tampone di polvere di carboncino, i puntini che avrebbero guidato la mano del pittore sul supporto finale.

## Descrizione e stile

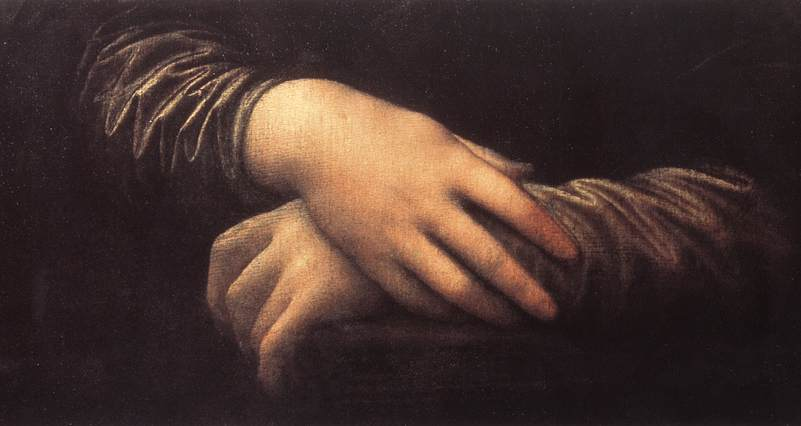
Alcuni elementi del Ritratto di Isabella d'Este prefigurano La Gioconda (tra il 1503 e il 1506, Museo del Louvre), come le mani incrociate (particolare).

La donna è ritratta a mezzobusto con la testa di profilo, rivolta a destra, e il busto invece in posizione frontale, con le mani appoggiate in primo piano al centro. La posa è stata spesso indicata come un'anticipazione della Gioconda. I lineamenti del volto sono delicatamente modellati con un chiaroscuro morbido, con i capelli sciolti, lunghi e fluenti, leggermente mossi. 
L'elegante abito scollato, con gonfie maniche a sbuffo e un corpetto rigato, è decorato da nastrini cuciti, come quello lungo la scollatura, accentuato dal lieve tono giallo di un pastello.

## Ritrovamento di un ritratto dipinto

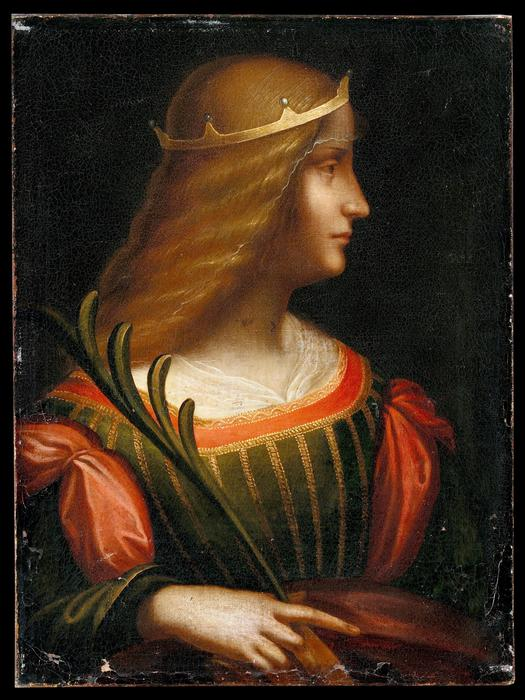
Leonardo da Vinci (?), Ritratto di Isabella d'Este, 1513-1516 circa (?), Collezione privata. Un ritratto studiato e datato da Carlo Pedretti tra il 2010 e il 2013.

Nell'ottobre 2013 il Corriere della Sera ha presentato un ritratto di Isabella in collezione privata (acconciata come santa Caterina d'Alessandria) come il dipinto avviato da Leonardo (che ne avrebbe solo dipinto il volto di profilo) e poi concluso da qualche artista successivo. L'opera è stata vagliata da ricerche documentali e tecnico-stilistiche, confermate da una datazione al carbonio-14 e un'analisi chimica dei pigmenti del viso compatibile con il tempo e l'opera di Leonardo. Se confermata, l'attribuzione si rivelerebbe come l'unico dipinto di Leonardo eseguito su tela.
L'esperto Carlo Pedretti, a lungo direttore del Centro di Studi Leonardeschi dell'Università di California, ha scritto in una lettera pubblicata nel articolo del Corriere della Sera del 4 ottobre 2013 che non esita «a riconoscere l’intervento di Leonardo particolarmente nella parte del volto». Ma in una intervista con Associated Press ha negato di aver autenticato il quadro come opera del maestro da Vinci. Lo studioso non ha escluso che Leonardo possa aver contribuito al ritratto ma aggiunto che, anche se questo fosse il caso, quasi certamente sarebbe stato finito da uno studente: "Leonardo era interessato alle sue ricerche personali e agli studi di meccanica e di fisica. Non aveva tempo di fermarsi su un quadro".
Nel febbraio 2015 è stato ritrovato nel caveau di un istituto fiduciario di Lugano (Svizzera) e sequestrato dalla Guardia di Finanza di Pesaro e dai Carabinieri del Nucleo di Tutela del Patrimonio Artistico di Ancona un dipinto attribuibile a Leonardo da Vinci, ritratto di Isabella d'Este, che stava per essere venduto.
Il dipinto è al centro di una vicenda processuale che vede la proprietaria accusata e condannata di violazione delle normative italiane in materia di esportazione delle opere d'Arte con relativa confisca. L'Autorità Giudiziaria Italiana ha chiesto assistenza giudiziaria per la restituzione all'Autorità Giudiziaria Svizzera.
Il 13 maggio 2019 il Tribunale federale svizzero a Losanna ha stabilito che non ci sono le condizioni legali per concedere l’assistenza giudiziaria all’Italia. In Svizzera l’esportazione di un dipinto di proprietà di privati, non iscritto nell‘Elenco federale, non è punibile. Di conseguenza non è adempiuta la condizione della doppia punibilità. Il ritratto di Isabella d’Este deve tornare in possesso dei proprietari.